# 陈品三
陈品三（1903年—1931年7月），福建龙岩人。中国工农红军将领。

## 生平
1927年春，加入中国共产党。同年任中共龙岩临时县委军事部长，参与领导了龙岩后田农民武装暴动。1930年10月，任红军新十二军第二团政治部主任。1931年7月，在以肃反“社会民主党”的坑口事变中遭错杀。